# Ermita de Santa Inés (Betancuria)
La ermita de Santa Inés se encuentra ubicada en el Valle de Santa Inés, término municipal de Betancuria, isla de Fuerteventura, provincia de Las Palmas (Canarias, España). 

## Historia
Es uno de los templos más antiguos de la isla. Fue fundado por Inés Peraza, señora de la isla, de ahí su advocación.
En 1580 se menciona por primera vez el templo. Probablemente era de menor tamaño que en la actualidad y con un patrimonio muy pobre.
En el año 1699 el templo se encuentra tan deteriorado que está a punto de caerse. Por esta razón la ermita es reedificada en su aspecto actual. Trabajaron en los techos y puertas los carpinteros Sebastián y Miguel García, y se trajeron maderas de la isla de Tenerife.
Posteriormente se seguirán llevando a cabo reformas y mejoras en 1753, 1788, 1792, 1780 y 1789.
Cada 21 de enero ―festividad de Santa Inés―, se realizaba la elección de los regidores cadañeros, los cuáles se ocupaban de las funciones menores y más molestas del Cabildo, como era la vigilancia de precios y celebración de las festividades religiosas.

## Estructura
La edificación es de nave única, sin capilla diferenciada, de planta cuadrangular (14 x 8 m) a la que se le ha añadido una sacristía lateral cuadrada (5,80 x 5,80 m). 
El aparejo utilizado en la confección de sus muros es la mampostería encalada, alternada con la cantería, utilizada en los sillares esquineros y vanos. 
Presenta dos ingresos constituidos por arcos de medio punto, sin decoración; el principal en la fachada, al poniente, y el lateral en el costado del Evangelio, al norte.
La cubierta es artesonada con tirantes sobre ménsulas. Se corresponde al exterior con otra a dos aguas en teja árabe, interrumpida por la espadaña en el lado norte del imafronte. 
En el interior presenta dos altares de cantería y cal, las Ánimas y la Virgen de los Dolores.
El retablo mayor es de madera del siglo XVIII. En él se encuentran las imágenes de San Juan Bautista ―una de las imágenes de este santo más antiguas de la isla―, San Bartolomé Apóstol ―con cuchillo de plata de 1879―, y Santa Inés de Roma ―imagen de candelero, con manos y cabeza talladas en madera y pelo natural―. Las tres son imágenes populares del siglo XVIII.
Importantes son también las pinturas con las que cuenta la ermita.